# Dual (optimering)
Dualitet är ett viktigt begrepp för att analysera matematiska optimeringsproblem.

## Dual funktion
Varje optimeringsproblem har en dual funktion. Givet ett optimeringsproblem
minimera {\displaystyle f(x)\,}
under villkoren {\displaystyle g_{i}(x)\leq 0\quad i=1\ldots n}
så är den duala funktionen
{\displaystyle d(\lambda )=\inf _{x}\left(f(x)+\sum _{i=1}^{n}\lambda _{i}g_{i}(x)\right)}.
Den duala funktionen är en konkav funktion.

## Det duala problemet
Det duala problemet, eller dualen till ett minimeringsproblem är maximerandet av den duala funktionen:
maximera {\displaystyle d(\lambda )\,}
under villkoren {\displaystyle \lambda \geq 0\,}.
Om {\displaystyle d^{*}} är det optimala värdet för det duala problemet och {\displaystyle f^{*}} det optimala värdet för det ursprungliga problemet gäller alltid att
{\displaystyle d^{*}\leq f^{*}}.

### Konvexa problem
Konvexa optimeringsproblem är problem sådana att {\displaystyle f} och {\displaystyle g_{i}} är konvexa funktioner. För dessa problem gäller under vissa förutsättningar att 
{\displaystyle d^{*}=f^{*}\,}.
Ett tillräckligt villkor är att det existerar ett {\displaystyle x'\,} sådant att {\displaystyle g_{i}(x')<0\,} för alla {\displaystyle i}. Om någon {\displaystyle g_{i}} skulle råka vara en affin funktion behövs inte strikt olikhet för den funktionen.

## Tillämpningar
Sambandet mellan det ursprungliga (ibland kallat det primala) problemet och dess dual har många konsekvenser. Det ger bland annat upphov till speciella numeriska metoder. 